# Kaalund Kloster

Kaalund Kloster eller Kalundborg Slots Ladegård ligger i Vor Frue Sogn, Kalundborg Kommune. Hovedbygningen er opført i 1752 af Johan Christian Conradi
Ladegården blev fredet 1924.

## Ejere af Kaalund Kloster
- (1160-1170) Esbern Snare
- (1170-1262) Kaalund Kloster
- (1262-1664) Kronen
- (1664-1670) Gabriel Marselis
- (1670-1702) Frants Marselis
- (1702-1722) Carl von Ahlefeldt
- (1722-1724) Ulrikke Amalie Antoineet Danneskiold-Laurvig gift von Ahlefeldt
- (1724-1726) Christoffer Watkinson
- (1726-1742) Slægten Watkinson
- (1742-1757) Christian Lerche
- (1757-1766) Amalie Margrethe Christiane Caroline af Leiningen-Westerburg, gift Lerche
- (1766-1792) Georg Flemming Lerche
- (1792-1796) Peder Kraft
- (1796-1807) Otto Frederik Stub
- (1807-1826) Jacob Schnell
- (1826-1864) Christian von Barner
- (1864-1868) Leopold Theodor von Barner
- (1868-1887) Mathilde L. M. Feddersen gift von Barner
- (1887-1907) Otto Friderich Christian Anton Lawaetz
- (1907-1942) Carl Anton Niels Lawaetz
- (1942-1946) Slægten Lawaetz
- (1946-1948) W. Lankholm
- (1948) Konsortium
- (1948-1963) Kaalund Skolehjem
- (1963-) Kalundborg Kommune